# 토머스 맥도널
토머스 맥도널(Thomas McDonell, 1986년 5월 2일 ~ )는 미국의 배우이다.

## 출연 작품

### 영화
- 포비든 킹덤 - 전설의 마스터를 찾아서 (2008)
- 트웰브 (2010)
- 프롬 (2011)
- 오싹한 파티 (2012)
- 다크 섀도우 (2012) - 크레디트 미기재
- 데블핸드 (2014)
- 라이프 애프터 베스 (2014)
- 10 Things I Hate About Life (2014)

### 텔레비전
- 뉴욕 특수수사대 (2010)
- 서버가토리 (2012-13)
- 원 헌드레드 (2014-15)
- 롱 로드 홈 (2017)
- LA 투 베가스 (2018)
- 굿 걸스 (2018)
- 조이의 특별한 플레이리스트 (2021)